# Lista över bidrag till Oscarsgalan 2017 för bästa icke-engelskspråkiga film

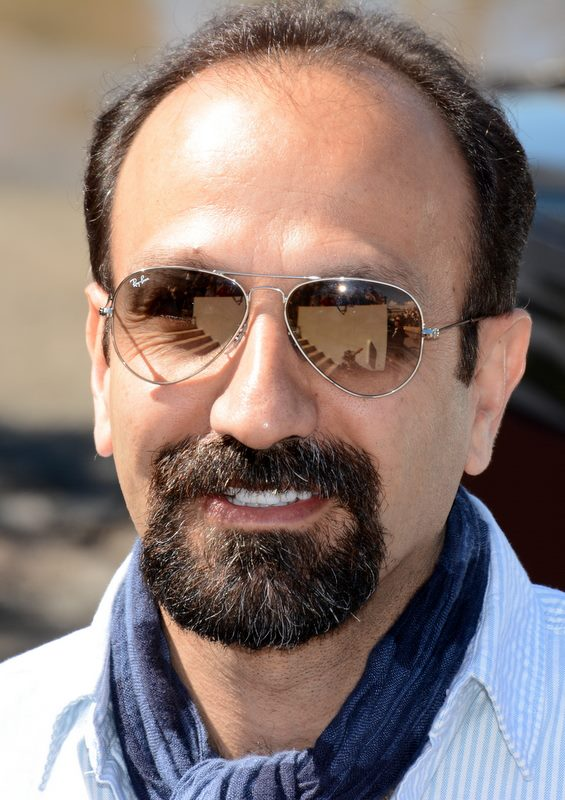
Asghar Farhadi, regissör till den vinnande filmen The Salesman från Iran.

Detta är en lista över bidrag till Oscarsgalan 2017 för bästa icke-engelskspråkiga film. De inskickade filmerna måste först ha visats på biografer i sina respektive länder mellan 1 oktober 2015 och 30 september 2016. Sista dagen för ett land att skicka in sitt bidrag var den 3 oktober 2016. Den 15 december 2016 presenterades de nio länder som hade gått vidare till den sista gallringen. De fem nominerade länderna tillkännagavs den 24 januari 2017. Segraren blev till slut The Salesman från Iran som regisserades av Asghar Farhadi.

## Bidrag
Den officiella listan över de accepterade bidragen tillkännagavs den 11 oktober 2016. Afghanistan, Kamerun och Tunisien som hade skickat in sina bidrag kom inte med på listan. Den segrande filmen utsågs vid Oscarsgalan 2017 den 26 februari 2017.
| Land                    | Filmtitel                              | Originaltitel                         | Språk                                    | Regissör                                  | Resultat               |
| ----------------------- | -------------------------------------- | ------------------------------------- | ---------------------------------------- | ----------------------------------------- | ---------------------- |
| Afghanistan             | Raftan                                 | رفتن                                  | Persiska                                 | Navid Mahmoudi                            | Utesluten              |
| Albanien                | Krom                                   | Krom                                  | Albanska                                 | Bujar Alimani                             | Inte nominerad         |
| Algeriet                | Le puits                               | Le puits                              | Franska                                  | Lotfi Bouchouchi                          | Inte nominerad         |
| Argentina               | El ciudadano ilustre                   | El ciudadano ilustre                  | Spanska                                  | Mariano Cohn, Gastón Duprat               | Inte nominerad         |
| Armenien                | Zemletryasenie                         | երկրաշարժ                             | Armeniska, Ryska                         | Sarik Andreasyan                          | Diskvalificerad        |
| Australien              | Tanna                                  | Tanna                                 | Nauvhal                                  | Martin Butler, Bentley Dean               | Nominerad              |
| Bangladesh              | Oggatonama                             | অজ্ঞাতনামা                                | Bengali                                  | Tauquir Ahmed                             | Inte nominerad         |
| Belgien                 | Ardennerna                             | D'Ardennen                            | Nederländska                             | Robin Pront                               | Inte nominerad         |
| Bolivia                 | Carga Sellada                          | Carga Sellada                         | Spanska                                  | Julia Vargas Weise                        | Inte nominerad         |
| Bosnien och Hercegovina | Smrt u Sarajevu                        | Smrt u Sarajevu                       | Bosniska                                 | Danis Tanović                             | Inte nominerad         |
| Brasilien               | Pequeno Segredo                        | Pequeno segredo                       | Portugisiska                             | David Schurmann                           | Inte nominerad         |
| Bulgarien               | Karatsi                                | Каръци                                | Bulgariska                               | Ivaylo Hristov                            | Inte nominerad         |
| Chile                   | Neruda                                 | Neruda                                | Spanska                                  | Pablo Larraín                             | Inte nominerad         |
| Colombia                | Alias Maria                            | Alias María                           | Spanska                                  | José Luis Rugeles                         | Inte nominerad         |
| Costa Rica              | Entonces Nosotros                      | Entonces Nosotros                     | Spanska                                  | Hernan Jimenez                            | Inte nominerad         |
| Danmark                 | Under sanden                           | Under sandet                          | Danska, Tyska                            | Martin Zandvliet                          | Nominerad              |
| Dominikanska republiken | Flor de Azúcar                         | Flor de Azúcar                        | Spanska                                  | Fernando Baez Mella                       | Inte nominerad         |
| Ecuador                 | Sin Muertos No Hay Carnaval            | Sin Muertos No Hay Carnaval           | Spanska                                  | Sebastián Cordero                         | Inte nominerad         |
| Egypten                 | Clash                                  | اشتباك                                | Arabiska                                 | Mohamed Diab                              | Inte nominerad         |
| Estland                 | Ema                                    | Ema                                   | Estniska                                 | Kadri Kõusaar                             | Inte nominerad         |
| Filippinerna            | Ma' Rosa                               | Ma' Rosa                              | Tagalog                                  | Brillante Mendoza                         | Inte nominerad         |
| Finland                 | Den lyckligaste dagen i Olli Mäkis liv | Hymyilevä mies                        | Finska                                   | Juho Kuosmanen                            | Inte nominerad         |
| Frankrike               | Elle                                   | Elle                                  | Franska                                  | Paul Verhoeven                            | Inte nominerad         |
| Georgien                | House of Others                        | სხვისი სახლი                          | Georgiska                                | Russudan Glurjidze                        | Inte nominerad         |
| Grekland                | Chevalier                              | Chevalier                             | Grekiska                                 | Athina Rachel Tsangari                    | Inte nominerad         |
| Hongkong                | Daap hyut cam mui                      | 踏血尋梅                              | Kantonesiska, Standardkinesiska          | Philip Yung                               | Inte nominerad         |
| Indien                  | Visaaranai                             | விசாரணை                                  | Tamil                                    | Vetrimaaran                               | Inte nominerad         |
| Indonesien              | Surat dari Praha                       | Surat dari Praha                      | Indonesiska                              | Angga Dwimas Sasongko                     | Inte nominerad         |
| Irak                    | El clásico                             | El clásico                            | Kurdiska                                 | Halkawt Mustafa                           | Inte nominerad         |
| Iran                    | The Salesman                           | فروشنده (Forushande)                  | Persiska                                 | Asghar Farhadi                            | Vann Oscar             |
| Island                  | Þrestir                                | Þrestir                               | Isländska                                | Rúnar Rúnarsson                           | Inte nominerad         |
| Israel                  | Sand Storm                             | Sufat Chol                            | Arabiska                                 | Elite Zexer                               | Inte nominerad         |
| Italien                 | Bortom Lampedusa                       | Fuocoammare                           | Italienska                               | Gianfranco Rosi                           | Inte nominerad         |
| Japan                   | Haha to kuraseba                       | 母と暮せば                            | Japanska                                 | Yôji Yamada                               | Inte nominerad         |
| Jemen                   | Nojoom - Age 10 and Divorced           | أنا نجوم بنت العاشره ومطلقة           | Arabiska                                 | Khadija Al-Salami                         | Inte nominerad         |
| Jordanien               | 3000 nätter                            | 3000 ليلة                             | Arabiska, Hebreiska                      | Mai Masri                                 | Inte nominerad         |
| Kambodja                | Before the Fall                        | មុនពេលបែកបាក់                              | Engelska, Franska, Khmer                 | Ian White                                 | Inte nominerad         |
| Kamerun                 | Yahan Ameena Bikti Hai                 | Yahan Ameena Bikti Hai                | Hindi                                    | Kumar Raj                                 | Utesluten              |
| Kanada                  | Inte hela världen?                     | Juste la fin du monde                 | Franska                                  | Xavier Dolan                              | Nådde sista gallringen |
| Kazakstan               | Amanat                                 | Аманат                                | Kazakiska, Ryska                         | Satybaldy Narymbetov                      | Inte nominerad         |
| Kina                    | Da Tang Xuan Zang                      | 大唐玄奘                              | Mandarin                                 | Huo Jianqi                                | Inte nominerad         |
| Kirgizistan             | A Father's Will                        | Atanyn Kereezi                        | Kirgiziska                               | Bakyt Mukul, Dastan Zhapar Uulu           | Inte nominerad         |
| Kosovo                  | Home Sweet Home                        | Home Sweet Home                       | Albanska                                 | Faton Bajraktari                          | Inte nominerad         |
| Kroatien                | On the Other Side                      | S one strane                          | Kroatiska                                | Zrinko Ogresta                            | Inte nominerad         |
| Kuba                    | El acompañante                         | El acompañante                        | Spanska                                  | Pavel Giroud                              | Inte nominerad         |
| Lettland                | Ausma                                  | Ausma                                 | Lettiska                                 | Laila Pakalnina                           | Inte nominerad         |
| Libanon                 | Very Big Shot                          | فيلم كتير كبير (Film Kteer Kbeer)     | Engelska, Franska, Libanesisk arabiska   | Mir-Jean Bou Chaaya                       | Inte nominerad         |
| Litauen                 | Seneca's Day                           | Senekos diena                         | Estniska, Litauiska, Ryska               | Kristijonas Vildziunas                    | Inte nominerad         |
| Luxemburg               | La supplication                        | La Supplication                       | Franska                                  | Pol Cruchten                              | Inte nominerad         |
| Makedonien              | Osloboduvanje na Skopje                | Ослободување на Скопје                | Makedonska, Tyska, Bulgariska            | Danilo Serbedzija, Rade Serbedzija        | Inte nominerad         |
| Malaysia                | Redha                                  | Redha                                 | Malajiska                                | Tunku Mona Riza                           | Inte nominerad         |
| Marocko                 | A Mile in My Shoes                     | مسافة ميل بحذائي                      | Arabiska                                 | Said Khallaf                              | Inte nominerad         |
| Mexiko                  | Desierto                               | Desierto                              | Engelska, Spanska                        | Jonás Cuarón                              | Inte nominerad         |
| Montenegro              | Igla ispod praga                       | Igla ispod praga                      | Serbiska                                 | Ivan Marinovic                            | Inte nominerad         |
| Nederländerna           | Tonio                                  | Tonio                                 | Nederländska                             | Paula van der Oest                        | Inte nominerad         |
| Nepal                   | The Black Hen                          | कालो पोथी (Kalo Pothi)                    | Nepali                                   | Min Bahadur Bham                          | Inte nominerad         |
| Norge                   | Kungens val                            | Kongens nei                           | Norska                                   | Erik Poppe                                | Nådde sista gallringen |
| Nya Zeeland             | A Flickering Truth                     | A Flickering Truth                    | Dari                                     | Pietra Brettkelly                         | Inte nominerad         |
| Pakistan                | Mah e Mir                              | ماہ میر                               | Urdu                                     | Anjum Shahzad                             | Inte nominerad         |
| Palestina               | Idol                                   | يا طير الطاير                         | Arabiska, Spanska                        | Hany Abu-Assad                            | Inte nominerad         |
| Panama                  | Salsipuedes                            | Salsipuedes                           | Spanska                                  | Ricardo Aguilar Navarro, Manuel Rodríguez | Inte nominerad         |
| Peru                    | Videofilia: y otros síndromes virales  | Videofilia: y otros síndromes virales | Engelska, Spanska                        | Juan Daniel Fernández                     | Inte nominerad         |
| Polen                   | Powidoki                               | Powidoki                              | Polska                                   | Andrzej Wajda                             | Inte nominerad         |
| Portugal                | Cartas da Guerra                       | Cartas da Guerra                      | Portugisiska                             | Ivo Ferreira                              | Inte nominerad         |
| Rumänien                | Sieranevada – En gravallvarlig komedi  | Sieranevada                           | Rumänska                                 | Cristi Puiu                               | Inte nominerad         |
| Ryssland                | Ray                                    | Рай                                   | Ryska, Tyska, Franska, Jiddisch          | Andrey Konchalovskiy                      | Nådde sista gallringen |
| Saudiarabien            | Barakah Meets Barakah                  | بركة يقابل بركة                       | Arabiska                                 | Mahmoud Sabbagh                           | Inte nominerad         |
| Schweiz                 | Mitt liv som zucchini                  | Ma vie de Courgette                   | Franska                                  | Claude Barras                             | Nådde sista gallringen |
| Serbien                 | Train Driver's Diary                   | Dnevnik mašinovođe                    | Serbiska                                 | Milos Radovic                             | Inte nominerad         |
| Singapore               | Apprentice                             | Apprentice                            | Engelska, Malajiska                      | Boo Junfeng                               | Inte nominerad         |
| Slovakien               | Eva Nová                               | Eva Nová                              | Slovakiska                               | Marko Skop                                | Inte nominerad         |
| Slovenien               | Houston, We Have a Problem!            | Houston, imamo problem!               | Slovenska, Serbiska, Kroatiska, Engelska | Ziga Virc                                 | Inte nominerad         |
| Spanien                 | Julieta                                | Julieta                               | Spanska                                  | Pedro Almodóvar                           | Inte nominerad         |
| Storbritannien          | Under the Shadow                       | زیر سایه                              | Persiska                                 | Babak Anvari                              | Inte nominerad         |
| Sverige                 | En man som heter Ove                   | En man som heter Ove                  | Svenska                                  | Hannes Holm                               | Nominerad              |
| Sydafrika               | Noem My Skollie: Call Me Thief         | Noem My Skollie                       | Afrikaans                                | Daryne Joshua                             | Inte nominerad         |
| Sydkorea                | The Age of Shadows                     | 밀정                                  | Koreanska                                | Kim Jee-woon                              | Inte nominerad         |
| Taiwan                  | Lokah Laqi                             | 只要我長大                            | Mandarin, Atayal                         | Laha Mebow                                | Inte nominerad         |
| Thailand                | Arpat                                  | อาปัติ                                  | Thai                                     | Kanittha Kwanyu                           | Inte nominerad         |
| Tjeckien                | Lost in Munich                         | Ztraceni v Mnichově                   | Tjeckiska                                | Petr Zelenka                              | Inte nominerad         |
| Tunisien                | As I Open My Eyes                      | À peine j'ouvre les yeux              | Tunisisk arabiska, Franska               | Leyla Bouzid                              | Utesluten              |
| Turkiet                 | Cold of Kalandar                       | Kalandar Soğuğu                       | Turkiska                                 | Mustafa Kara                              | Inte nominerad         |
| Tyskland                | Min pappa Toni Erdmann                 | Toni Erdmann                          | Engelska, Rumänska, Tyska                | Maren Ade                                 | Nominerad              |
| Ukraina                 | Sherifferna i Ukraina                  | Українські шерифи                     | Ukrainska                                | Roman Bondarchuk                          | Inte nominerad         |
| Ungern                  | Kills on Wheels                        | Tiszta Szívvel                        | Ungerska                                 | Attila Till                               | Inte nominerad         |
| Uruguay                 | Migas de pan                           | Migas de pan                          | Spanska                                  | Manane Rodríguez                          | Inte nominerad         |
| Venezuela               | Stulna blickar                         | Desde allá                            | Spanska                                  | Lorenzo Vigas                             | Inte nominerad         |
| Vietnam                 | Tôi thấy hoa vàng trên cỏ xanh         | Tôi thay hoa vàng trên co xanh        | Vietnamesiska                            | Victor Vu                                 | Inte nominerad         |
| Österrike               | Farväl Europa                          | Vor der Morgenröte                    | Tyska                                    | Maria Schrader                            | Inte nominerad         |